# Maximilian Pongratz

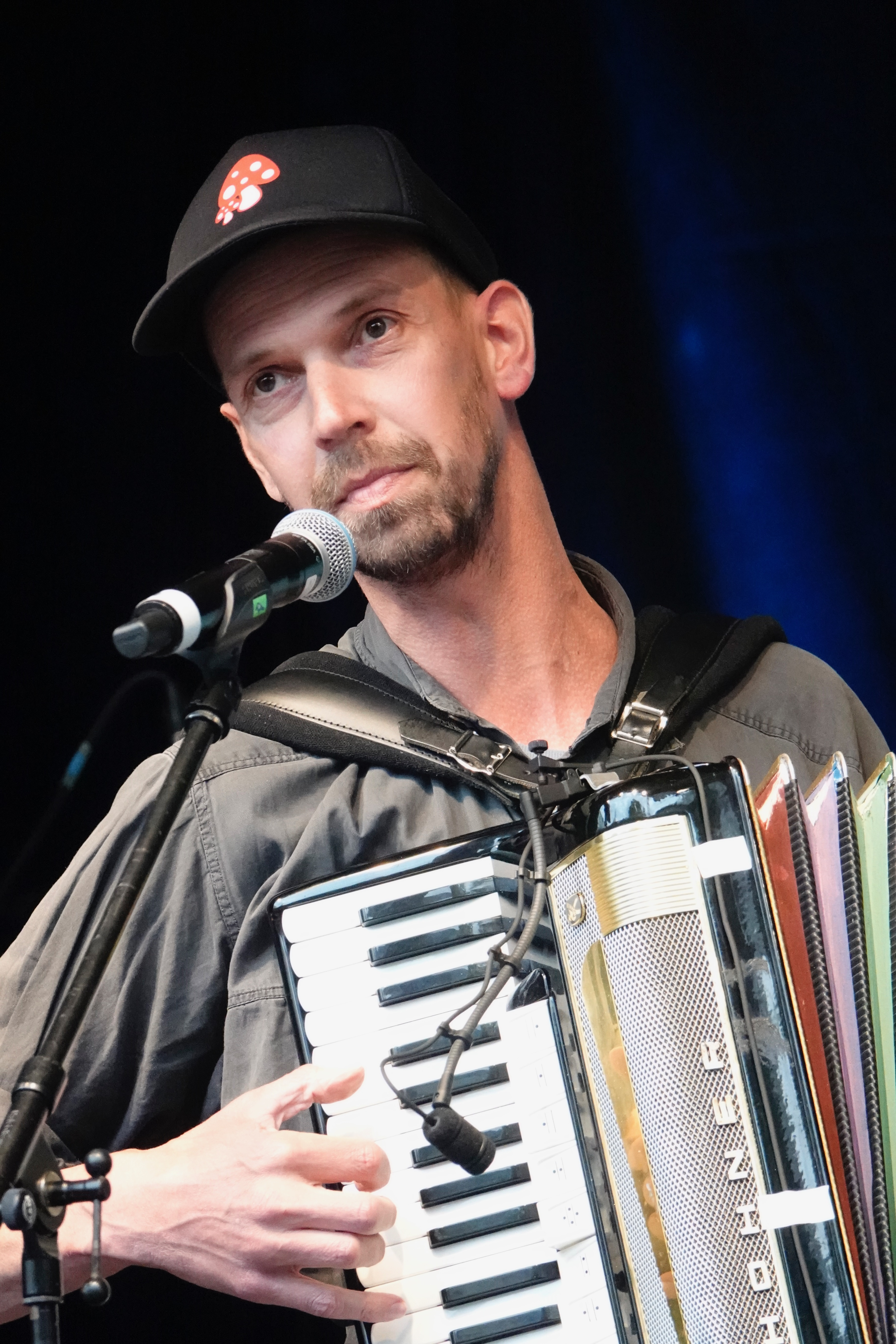
Maxi Pongratz 2025

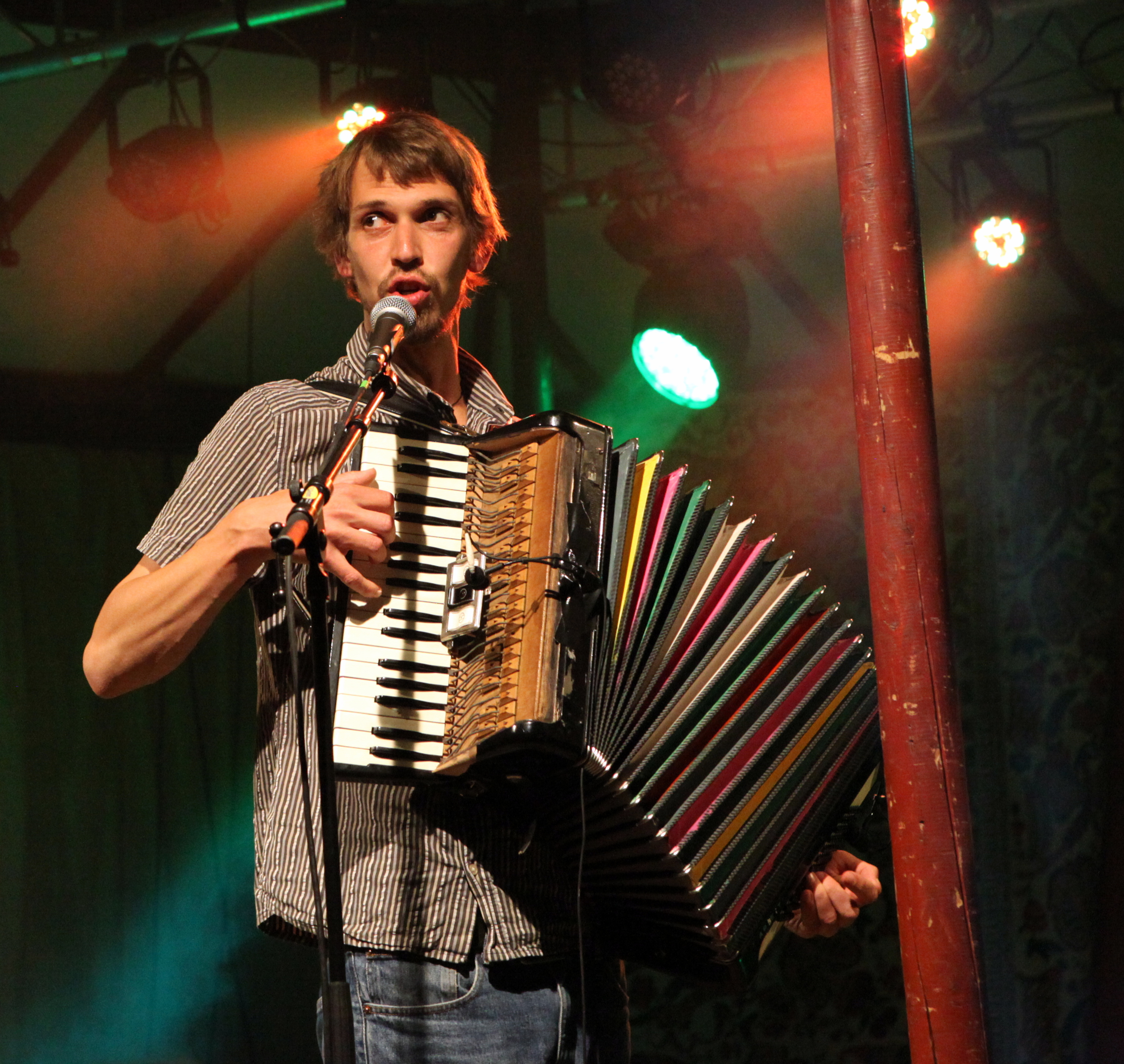
Maxi Pongratz beim Kofelgschroa-Auftritt auf dem Sammersee 2014

Maximilian „Maxi“ Pongratz (* 1987) ist ein deutscher Musiker aus Oberammergau. Er ist Sänger, Songwriter und Akkordeonspieler der Band Kofelgschroa.

## Leben
2007 gründete Maxi Pongratz mit den Brüdern Michael von Mücke und Martin von Mücke sowie dem Tenorhornspieler Matthias Meichelböck die Band Kofelgschroa. Die Band, die ihren Ursprung in der traditionellen Volksmusik hat, ist seit 2010 bei dem Münchner Indie-Label Trikont unter Vertrag. Bis 2016 veröffentlichte sie dort drei Alben.
Von 2015 bis 2019 organisierte Maxi Pongratz gemeinsam mit den anderen Band-Mitgliedern Konzerte im Hotel Kovèl.
2018 verkündete die Band, eine Pause einlegen zu wollen. Im Jahr darauf veröffentlichte Maxi Pongratz sein erstes Solo-Album.

## Diskografie

### Alben mit Kofelgschroa
- 2012: Kofelgschroa (Trikont)
- 2014: Zaun (Trikont)
- 2016: Baaz (Trikont)

### Soloalben
- 2019: Maxi Pongratz (Trikont)
- 2021: Musik für Flugräder (Trikont)
- 2022: Meine Ängste (Trikont)
- 2023: I mecht an landla hean (Trikont)